# Louella Parsons
Louella Parsons, født Louella Rose Oettinger (født 6. august 1881, død 9. december 1972) var en amerikansk journalist, forfatter og manuskriptforfatter. Hun skrev sladderspalter for flere forskellige aviser og havde sit eget radioprogram, hvor hun interviewede kendte personligheder fra Hollywood.

## Tidlige år
Louella Rose Oettinger blev født i Freeport i Illinois som datter af det jødiske ægtepar Joshua Oettinger og Helen Stein. Hun havde to brødre, Edwin og Fred, og en søster, Rae. Hendes mor blev enke og giftede sig igen med John H. Edwards i 1890. Familien boede da i Dixon i Illinois. Parsons fik job som redaktør for dramasektionen i avisen Dixon Morning Star, mens hun stadig gik i high school. 
Parsons og hendes første ægtemand, John Parsons, flyttede til Burlington i Iowa, hvor de fik datteren Harriet. Da ægteskabet blev opløst, flyttede Parsons til Chicago, hvor hun begyndte at arbejde som manuskriptforfatter for Essanay Studios. Datteren Harriet spillede med i flere film som "Baby Parsons", bl.a. i The Magic Wand fra 1912, som Parsons havde skrevet manuskriptet til. Parsons skrev også bogen How to Write for the Movies.

## Karriere
I 1914 begyndte Parsons at skrive den første sladderspalte i USA for Chicago Record Herald. William Randolph Hearst købte avisen fire år senere, og Parsons mistede sit arbejde. Hun flyttede da til New York og begyndte at skrive en filmspalte for New York Morning Telegraph. Dette førte til, at Hearst fattede interesse for hende, og i 1922 underskrev hun en kontrakt med ham og begyndte at arbejde på den Hearst-ejede avis New York American.
I 1925 fik Parsons tuberkulose. Hun flyttede først til Arizona og derefter til Los Angeles, hvor hun besluttede at slå sig ned. Da hun blev raskere, begyndte hun igen at skrive sin sladderspalte, denne gang i den Hearst-ejede avis Los Angeles Examiner.
Fra 1928 var hun værtinde i et ugentligt radioprogram, som var sponseret af SunKist, og hvor hun interviewede forskellige kendte personer fra Hollywood. Et lignende program i 1931 var sponseret af Charis Foundation Garment. I 1934 indgik hun kontrakt med Campbell Soup Company og blev værtinde for programmet Hollywood Hotel, hvor skuespillere optrådte med scener fra deres kommende film.
Parsons arbejdede i resten af sin karriere for forskellige Hearst-ejede medier. Hun var den førende sladderspaltejournalist i Hollywood frem til 1937, hvor den tidligere skuespillerinde Hedda Hopper fik et tilsvarende job hos en af Hearsts konkurrenter. Parsons og Hopper blev ærkefjender og havde flere fejder.
Parsons havde også cameo-roller i flere film, herunder Hollywood Hotel (1937), Uden hæmninger (1946) og Starlift (1951). Hun er blevet karikeret i Frank Tashlins tegnefilm The Woods are Full of Cuckoos (1937) som «Louella Possums».
I 1944 skrev hun sin selvbiografi, The Gay Illiterate. En opfølgende bog, Tell It To Louella, blev udgivet i 1961. I december 1965 ophørte hun med at skrive sin sladderspalte og overlod den til sin assistent, Dorothy Manners. 
Louella Parsons har to stjerner på Hollywood Walk of Fame i Hollywood: En for film på 6418 Hollywood Boulevard og en for radio på 6300 Hollywood Boulevard.

## Privatliv
Parsons var gift tre gange Hendes første mand var ejendomsudvikleren John Dement Parsons, som hun giftede sig med i 1905 og blev skilt fra i 1914. Derefter giftede hun sig med John McCaffrey jr. i 1915. Dette ægteskab holdt heller ikke, og i 1926 giftede Parsons sig med kirurgen Henry W. Martin, som hun levede sammen med frem til hans død i 1964. Parsons døde i Santa Monica i Californien. Som voksen var hun konverteret til romersk-katolske tro, og hun blev begravet på Holy Cross Cemetery i Culver City i California.

## Lyt
- Louella Parsons på testimonial-middag for Judy Garland på Masquers Club i 1958.